# H1 hiszton
A H1 hiszton fehérje egy az 5 eukarióta sejtek kromatin szerveződésének kialakításában részt vevő hiszton fehérjék közül. Rendelkezik egy centrális globuláris doménnel, illetve hosszú N és C terminális végekkel. Ez a hiszton segíti elő az ún. 'beads on a string' szerkezet átalakulását a 30 nm átmérőjű szolenoid struktúrába.
A H1 a többi hiszton fehérjék mennyiségének felét teszi ki, mivel nem alkotórésze a 'gyöngyöknek'. A nukleoszómákon helyezkedik el, mintegy helyén tartva a DNS szálat.

## Más hiszton fehérjék
- H2A
- H2B
- H3
- H4